# 鳳山共同市場
鳳山共同市場，前身為工協市場，是一座位在高雄市鳳山區的傳統市場，也是全高雄市最大的零售市場。於1963年（民國52年）成立，該市場以大宗批發、零售為主，約540個攤位。
現址地主為中華民國國防部，於2004年委託高雄縣鳳山市公所代管，高雄縣市合併後改由高雄市政府經濟發展局管理；2013年代管合約期滿，國防部打算取回土地推動眷村改建。經過高雄市政府、國防部及鳳山共同市場自治協會多年的協調，向高雄市政府承租市場用地，基地面積約1.08公頃，將興建一座總樓地板面積約6700平方公尺，總經費約新臺幣2億多元的新市場，並開闢三條新道路及拓寬勝利路。新建市場位於勝利路與瑞興路之間，將規劃2層樓，1樓規劃為市場、約600多個攤位，2樓為停車場，且導入太陽能設施、雨水儲存系統等綠能設施。於2020年8月3日動工、預計2022年年中試營運。

## 交通資訊

### 捷運
- 高雄捷運橘線捷運鳳山國中站（步行約10分鐘）

### 公車式小黃
| 編號             | 經營業者   | 區間                     | 備註             |
| ---------------- | ---------- | ------------------------ | ---------------- |
| 公車式小黃 橘10B | 中華大車隊 | 捷運衛武營站－鳳山轉運站 | 公車式小黃需預約 |

### 公共自行車
- 高雄市公共自行車租賃系統：
  - 勝利工協街口：勝利路/工協街(西北側)
  - 鳳山新城甲社區：工協街33號(對面)
  - 瑞興國小(博愛路)：博愛路口/瑞興路422巷26弄西北側
  - 海光兒童公園：瑞大街/瑞智街口西側